# District d'Eguindikol
Le district d'Eguindikol (en kazakh : Егіндікөл ауданы) est un district de l’oblys d'Aqmola au Kazakhstan.

## Géographie
Le centre administratif du district est la ville d'Eguindikol.

## Démographie
Sa population est de 6 353 habitants en 2009.